# فيليبي غوتيريز
فيليبي أليخاندرو غوتيريز ليفا (بالإسبانية: Felipe Alejandro Gutiérrez Leiva)‏ (ولد في 8 أكتوبر 1990 في كوينتيرو) لاعب كرة قدم دولي تشيلي لعب سابقاً لصالح نادي الوصل الإماراتي في خط الوسط.